# Bruce Tulloh
Bruce Tulloh   (Datchet, 29 de setembre de 1935 - Wiltshire, 28 d'abril de 2018) fou un atleta anglès, especialista en curses de fons, que va competir durant les dècades de 1950 i 1960.
El 1960 va prendre part en els Jocs Olímpics d'Estiu de Roma, on quedà eliminat en sèries en la prova dels 5.000 metres del programa d'atletisme.
En el seu palmarès destaca una medalla d'or en els 5.000 metres al Campionat d'Europa d'atletisme de 1962, per davant de Kazimierz Zimny i Piotr Bołotnikow, així com el campionat de la Gran Bretanya de les 3 milles el 1959, 1962 i 1963. El 1962 va disputar els Jocs de l'Imperi Britànic, on destaca la quarta posició en la cursa de les tres milles.
Tulloh era conegut per córrer descalç. El 1969 va recórrer 2.876 milles a través dels Estats Units, des de Los Angeles fins a Nova York, en 64 dies i 23 hores, batent l'antic rècord en més de quatre dies. Ho va descriure al seu llibre Four Million Footsteps, publicat el 1970. En total va publicar 23 llibres.

## Millors marques
- Milla. 3'59,3" (1962)
- 5.000 metres. 13'49.4" (1964)
- 10.000 metres. 28'50.4" (1966)[9]